# Av. 68 - Calle 18 Sur (estación)
La estación sencilla Calle 18 Sur hará parte del sistema de transporte masivo de Bogotá, TransMilenio, inaugurado en el año 2000.

## Ubicación
La estación está ubicada específicamente sobre la Avenida Carrera 68 entre calle 14 Sur y calle 18 Sur.
Atenderá la demanda de los barrios Provivienda Norte, Provivienda Orienta y sus alrededores. En las cercanías se encuentra el Parque Milenta.

## Origen del nombre
La estación no cuenta aún con un nombre oficial, sin embargo, provisionalmente y durante la etapa de construcción se le asigna un nombre provisional relacionado con la nomenclatura de las vías más cercanas o que servirán de acceso a la misma. Previo a la puesta en funcionamiento de la troncal, se realizó un proceso de selección del nombre con la comunidad para generar apropiación del sistema.

## Historia
En noviembre de 2018 se anunció el convenio de financiación entre el Gobierno Nacional y el Distrito que asegura los recursos para la construcción de las troncales de la avenida Ciudad de Cali y la avenida Congreso Eucarístico. En octubre de 2019 se inició el proceso de licitación para diseñar y construir esta troncal, y finalmente, el 23 de enero de 2020 se adjudicó la construcción de esta troncal. El acta de inicio fue firmada a finales de junio del mismo año.

## Servicios de la estación

### Esquema
| ← Norte      |               |               |                 |
| Calle 12 Sur | sin servicios | sin servicios | Calle 18 Sur    |
| Puente       | Vagón 2       | Vagón 1       | En construcción |
| Calle 12 Sur | sin servicios | sin servicios | Calle 18 Sur    |
| Sur →        |               |               |                 |

### Servicios urbanos
Así mismo funcionan las siguientes rutas urbanas del SITP en los costados externos a la estación, circulando por los carriles de tráfico mixto sobre la Avenida Carrera 68, con posibilidad de trasbordo usando la tarjeta TuLlave:
| Código | Sector              | Dirección         | Rutas                                                |
| ------ | ------------------- | ----------------- | ---------------------------------------------------- |
| 002A08 | F Br. Milenta       | AK 68 - CL 15 Sur | A503A606A610A642C137C705K505K627K721K724 120 E44     |
| 002B08 | F Br. Milenta       | AK 68 - CL 17 Sur | A611A633D630K317 661 634                             |
| 002C08 | F Br. Milenta       | AK 68 - CL 17 Sur | D607 576 C101                                        |
| 002D08 | F Br. Milenta       | AK 68 - CL 18 Sur | A522D208 367 C80                                     |
| 155A08 | F Br. Villa Adriana | AK 68 - CL 17 Sur | G137G503G505H610H627H633H642H705H721H724 120 661 E44 |
| 155B08 | F Br. Villa Adriana | AK 68 - CL 17 Sur | H317H606H611H630 634                                 |
| 155C08 | F Br. Villa Adriana | AK 68 - CL 14 Sur | G208H607 576 C101                                    |
| 155D08 | F Br. Villa Adriana | AK 68 - CL 14 Sur | G522 367                                             |

## Ubicación geográfica
| Noroeste: Kennedy | Norte: N Calle 8 Sur       | Nordeste: Puente Aranda |
| Oeste: Kennedy    |                            | Este: Puente Aranda     |
| Suroeste: Kennedy | Sur: N Av. Primero de Mayo | Sureste: Puente Aranda  |